# Courbe elliptique supersingulière
En géométrie algébrique, les courbes elliptiques supersingulières forment une certaine classe de courbes elliptiques sur un corps de caractéristique p > 0 possédant un anneau d'endomorphisme (en) inhabituellement grands. Les courbes elliptiques sur de tels corps qui ne sont pas supersingulières sont appelées ordinaires et ces deux classes de courbes elliptiques se comportent fondamentalement différemment à bien des égards. Hasse (1936) a découvert des courbes elliptiques supersingulières lors de ses travaux sur l'hypothèse de Riemann pour les courbes elliptiques en observant que les courbes elliptiques de caractéristiques positives pouvaient avoir des anneaux d'endomorphisme de rang 4 inhabituellement grand, et Deuring (1941) a développé la base de leur théorie.
Le terme supersingulier n'a rien à voir avec les points singuliers des courbes : toutes les courbes elliptiques supersingulières sont non singulières. Il vient des valeurs singulières de l'invariant j pour lesquelles une courbe elliptique a une multiplication complexe. Les courbes elliptiques complexes à multiplication complexe sont celles pour lesquelles l'anneau d'endomorphisme a le rang maximal possible 2. En caractéristique positive, il est possible que l'anneau d'endomorphisme soit encore plus grand : il peut s'agir d'un ordre dans une algèbre de quaternions de dimension 4, auquel cas la courbe elliptique est supersingulière. Les nombres premiers p tels que chaque courbe elliptique supersingulière en caractéristique p peut être définie sur le sous-corps premier {\displaystyle F_{p}} plutôt que {\displaystyle F_{p^{m}}} sont appelés nombres premiers supersinguliers.

## Définition
Il existe de nombreuses façons différentes mais équivalentes de définir des courbes elliptiques supersingulières. Soient {\displaystyle K} un corps,  clôture algébrique {\displaystyle {\overline {K}}} une clôture algébrique de {\displaystyle K} et E une courbe elliptique sur {\displaystyle K}.
- Les {\displaystyle {\overline {K}}}-points {\displaystyle E({\overline {K}})} peuvent être munis d'une structure d'un groupe abélien Pour tout n, on a une multiplication {\displaystyle [n]:E\to E}. Son noyau est noté {\displaystyle E[n]}. Supposons maintenant que la caractéristique de {\displaystyle K} est p > 0. On peut alors montrer que soit

{\displaystyle E[p^{r}]({\overline {K}})\cong {\begin{cases}0&{\mbox{ou}}\\\mathbb {Z} /p^{r}\mathbb {Z} \end{cases}}}
pour r = 1, 2, 3, ... Dans le premier cas, E est dite supersingulière. Dans le deuxième, E est dite ordinaire. Autrement dit, une courbe elliptique est supersingulière si et seulement si le groupe de points d'ordre p est trivial.
- Les courbes elliptiques supersingulières ont de nombreux endomorphismes sur la clôture algébrique {\displaystyle {\overline {K}}} au sens où une courbe elliptique est supersingulière si et seulement si son algèbre d'endomorphisme (sur {\displaystyle {\overline {K}}}) est un ordre dans une algèbre de quaternions. Ainsi, leur algèbre d'endomorphisme (sur {\displaystyle {\overline {K}}}) est de rang 4, tandis que le groupe d'endomorphisme de toutes les autres courbes elliptiques n'a que  rang 1 ou 2.
- Soit G le groupe formel associé à E. Puisque K est de caractéristique positive, on peut définir sa hauteur ht(G), qui vaut 2 si et seulement si E est supersingulière et 1 sinon.
- On a un morphisme de Frobenius {\displaystyle F:E\to E}, ce qui induit une application en cohomologie

{\displaystyle F^{*}:H^{1}(E,{\mathcal {O}}_{E})\to H^{1}(E,{\mathcal {O}}_{E})} .
La courbe elliptique E est supersingulière si et seulement si {\displaystyle F^{*}} est égal à 0.
- Nous avons un opérateur Verschiebung {\displaystyle V:E\to E}, ce qui induit une application sur les 1-formes globales

{\displaystyle V^{*}:H^{0}(E,\Omega _{E}^{1})\to H^{0}(E,\Omega _{E}^{1})} .
La courbe elliptique E est supersingulière si et seulement si {\displaystyle V^{*}} est égal à 0.
- On a les équivalences :
  1. Une courbe elliptique est supersingulière,
  2. Son invariant de Hasse est 0,
  3. Son schéma en groupes des points d'ordre p est connexe,
  4. L'application « multiplication par p » est purement inséparable et le j-invariant de la courbe appartient à une extension quadratique du corps premier de K, corps fini d'ordre p2.
- Supposons que E soit sous forme de Legendre, défini par l'équation {\displaystyle y^{2}=x(x-1)(x-\lambda )}, et p est impair. Puis pour {\displaystyle \lambda \neq 0}, E est supersingulière si et seulement si la somme

{\displaystyle \sum _{i=0}^{n}{n \choose {i}}^{2}\lambda ^{i}}
s'annule, où {\displaystyle n=(p-1)/2}. En utilisant cette formule, on peut montrer qu'il n'y a qu'un nombre fini de courbes elliptiques supersingulières sur K (à isomorphisme près).
- Supposons que E soit donnée par une cubique dans le plan projectif, par un polynôme cubique homogène f(x, y, z). Alors E est supersingulière si et seulement si le coefficient de (xyz)p –1 dans f p –1 est nul.
- Si le corps K est un corps fini d'ordre q, alors une courbe elliptique sur K est supersingulière si et seulement si la trace de l'endomorphisme de Frobenius q-puissance est congruente à zéro modulo p.

Lorsque q = p est un nombre premier supérieur à 3 cela revient à avoir la trace du Frobenius égale à zéro (par la borne de Hasse) ; ceci n'est pas vrai pour p =2 ou 3.

## Exemples
- Si K est un corps de caractéristique 2, toute courbe définie par une équation de la forme

{\displaystyle y^{2}+a_{3}y=x^{3}+a_{4}x+a_{6}}
avec a3 non nul est une courbe elliptique supersingulière, et inversement toute courbe supersingulière est isomorphe à une courbe elliptique de cette forme (voir Washington 2003, p. 122).
- Sur le corps à 2 éléments toute courbe elliptique supersingulière est isomorphe à exactement une des courbes elliptiques supersingulières suivantes

{\displaystyle y^{2}+y=x^{3}+x+1}
{\displaystyle y^{2}+y=x^{3}+1}
{\displaystyle y^{2}+y=x^{3}+x}
avec 1, 3 et 5 points.
- Sur un corps algébriquement clos de caractéristique 2, il existe (à isomorphisme près) exactement une courbe elliptique supersingulière, donnée par

{\displaystyle y^{2}+y=x^{3}},
de j -invariant 0. Son anneau d'endomorphismes est l'anneau de quaternions de Hurwitz, engendré par les deux automorphismes {\displaystyle x\rightarrow x\omega } et {\displaystyle y\rightarrow y+x+\omega ,x\rightarrow x+1} où {\displaystyle \omega ^{2}+\omega +1=0} est une racine cubique primitive de l'unité. Son groupe d'automorphismes est le groupe d'unités des quaternions de Hurwitz, qui est d'ordre 24, contient un sous-groupe normal d'ordre 8 isomorphe au groupe des quaternions.
- Si K est un corps de caractéristique 3, toute courbe définie par une équation de la forme

{\displaystyle y^{2}=x^{3}+a_{4}x+a_{6}}
avec a4 non nul est une courbe elliptique supersingulière, et réciproquement (voir Washington2003, p. 122).
- Sur le corps à 3 éléments, toute courbe elliptique supersingulière est isomorphe à exactement une des courbes elliptiques supersingulières :

{\displaystyle y^{2}=x^{3}-x}
{\displaystyle y^{2}=x^{3}-x+1}
{\displaystyle y^{2}=x^{3}-x+2}
{\displaystyle y^{2}=x^{3}+x}
- Sur un corps algébriquement clos de caractéristique 3, il existe (à isomorphisme près) exactement une courbe elliptique supersingulière, donnée par

{\displaystyle y^{2}=x^{3}-x} ,
de j -invariant 0. Son anneau d'endomorphismes est l'anneau de quaternions de la forme a + bj avec a et b entiers d'Eisenstein, engendré par les deux automorphismes {\displaystyle x\rightarrow x+1} et {\displaystyle y\rightarrow iy,x\rightarrow -x} où i est une quatrième racine primitive de l'unité. Son groupe d'automorphismes est le groupe d'unités de ces quaternions, qui est d'ordre 12 et contient un sous-groupe normal d'ordre 3 avec quotient un groupe cyclique d'ordre 4.
- Pour {\displaystyle \mathbb {F} _{p}} avec p>3 la courbe elliptique définie par {\displaystyle y^{2}=x^{3}+1} de j -invariant 0 est supersingulière si et seulement si {\displaystyle p\equiv 2{\text{(mod 3)}}} et la courbe elliptique définie par {\displaystyle y^{2}=x^{3}+x} de  j-invariant 1728 est supersingulière si et seulement si {\displaystyle p\equiv 3{\text{(mod 4)}}} (voir Washington 2003, 4.35).
- La courbe modulaire X0(11) a j-invariant −212 11−5 313, et est isomorphe à la courbe y2 + y = x3 − x2 − 10  − 20. Les nombres premiers p pour lesquels elle est supersingulière sont ceux pour lesquels le coefficient de qp dans η(τ)2 η(11τ)2 s'annule mod p, et sont donnés par la liste

2, 19, 29, 199, 569, 809, 1289, 1439, 2539, 3319, 3559, 3919, 5519, 9419, 9539, 9929,...  A006962
- Si une courbe elliptique sur les rationnels a une multiplication complexe, alors l'ensemble des nombres premiers pour lesquels elle est supersingulière a une densité de 1/2. S'il n'a pas de multiplication complexe, alors Serre la densité est nulle. Elkies (1987) a montré que toute courbe elliptique définie sur les rationnels est supersingulière pour un nombre infini de nombres premiers.

## Classification
Pour chaque caractéristique positive, il n'y a qu'un nombre fini de j-invariants possibles de courbes elliptiques supersingulières. Sur un corps algébriquement clos K une courbe elliptique est déterminée par son j-invariant, il n'y a donc qu'un nombre fini de courbes elliptiques supersingulières. Si chacune de ces courbes est pondérée par 1/|Aut( E )| alors le poids total des courbes supersingulières est (p –1)/24. Les courbes elliptiques ont des groupes d'automorphisme d'ordre 2 à moins que leur j -invariant ne soit 0 ou 1728, de sorte que les courbes elliptiques supersingulières sont classées comme suit. :
Il existe exactement ⌊p /12⌋ courbes elliptiques supersingulières avec un groupe d'automorphisme d'ordre 2.
De plus si p ≡ 3 (mod 4), il existe une courbe elliptique supersingulière (avec j-invariant 1728) dont le groupe d'automorphismes est cyclique ou d'ordre 4 – sauf si p=3 auquel cas elle est d'ordre 12.
Enfin si p ≡ 2 (mod 3), il existe une courbe elliptique supersingulière (avec j -invariant 0) dont le groupe d'automorphismes est cyclique d'ordre 6 sauf si p =2 auquel cas il est d'ordre 24.